# Aminoalkohole
Aminoalkohole, hydroksyaminy, alkoholoaminy, alkaminy – związki chemiczne zawierające grupę hydroksylową (-OH) oraz grupę aminową (-NH2, -NHR lub -NR2, gdzie R jest grupą alkilową lub arylową). 
Najprostszym aminoalkoholem jest hydroksyloamina, HO-NH2.
Do ważniejszych aminoalkoholi należą cholina, etanoloamina i adrenalina. Inne to propanoloamina (aminopropanol), metyloaminoetanol, dimetyloaminoetanol.